# NGC 3599
NGC 3599 (również PGC 34326 lub UGC 6281) – galaktyka soczewkowata (S0), znajdująca się w gwiazdozbiorze Lwa. Odkrył ją William Herschel 14 marca 1784 roku. Jest to galaktyka z aktywnym jądrem.